# Billy Mumy
Charles William Mumy Jr., mais frequentemente creditado como Bill Mumy (San Gabriel - Califórnia, 1º de Fevereiro de 1954), é um ator, músico e escritor norte-americano. Ficou conhecido mundialmente ao interpretar Will Robinson, dos heróis na série de televisão Perdidos No Espaço. Também participou da série sci-fy Babylon 5 como Lennier. Depois de adulto, passou a ser creditado como Billy Mumy.

## Biografia
Billy Mumy nasceu em San Gabriel, Califórnia, filho de Charles William Mumy, criador de gado, e Muriel Gertrude Mumy, uma dona de casa. Aos seis anos de idade iniciou sua carreira, tendo trabalhado em mais de quatrocentos episódios de televisão, dezoito filmes, vários comerciais e dezenas de projetos de voice-over.
Ganhou notoriedade ao fazer o papel de um garoto precoce, fã de Brigitte Bardot, no filme Dear Brigitte, de 1965, onde ele acaba realizando seu sonho de encontrar a atriz, que interpreta a si mesma, no auge de sua carreira e beleza. 
Ele é mais conhecido pelo papel de outro garoto precoce, o genial Will Robinson, da clássica série de TV Lost in Space (1965-1968). Antes de ser contratado como ator regular havia participado de várias séries, como Além da Imaginação, Jeannie é um Gênio e A Feiticeira. Participou ainda, como ator infantil, de episódios de várias outras séries de TV, como Alfred Hitchcock Presents (1955-62), O Fugitivo (1964), O Homem de Virginia (1965), Lancer (1969). Já adolescente, voltou a tentar uma carreira de ator de cinema, aparecendo em Abençoai as Feras e as Crianças (1971) e Papillon (1973). Mas suas principais atuações sempre foram na televisão, em séries como The Rockford files (1975), Superboy (1991-92), Babylon 5 (1994-98). Fez também voz em séries de animação como Batman (1995) e O Que Há de Novo, Scooby-Doo? (2003).
Carreira na música
Como músico, instrumentista e compositor, Bill tem 3 CDs solo gravados: Dying to be heard (1997), In the current (1999) e Pandora's box (2000), todos pela Renaissance Records. Nos anos 1980, já havia lançado nove álbuns pelo duo Barnes and Barnes (formado por ele e seu parceiro Robert Haines), cuja canção "Fish heads" fez grande sucesso em 1982. Mais recentemente, Bill passou a fazer parte da banda The Jenerators, com 3 CDs lançados. Bill compôs músicas para várias séries de TV e filmes, tendo sido indicado para o Emmy em 1991-92 por Adventures in Wonderlad, da série Disneyland.
Escritor
Billy Mumy escreveu vários roteiros para televisão, além de dezenas de histórias em quadrinhos para Marvel Comics, DC Comics e outras, em séries como "Homem Aranha, Hulk, Hellraiser e Jornada nas Estrelas. Em 1996, criou, junto com Peter David, a série de TV Space Cases, que chegou a ser indicada para o Prêmio Ace como "melhor série infantil".

## Vida Pessoal
Bill Mumy casou-se com Eileen Joy Davis, em 1986. O casal têm dois filhos atores: Seth e Liliana.

## Imagens

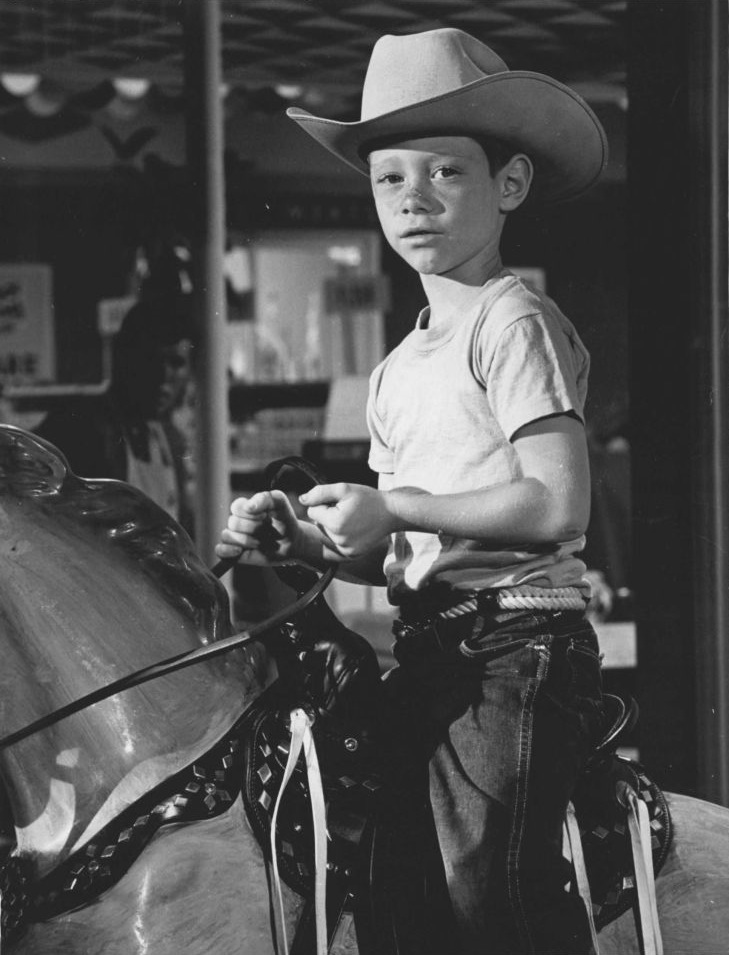
Billy em uma cena da série de TV Alfred Hitchcock Presents, em 1961.
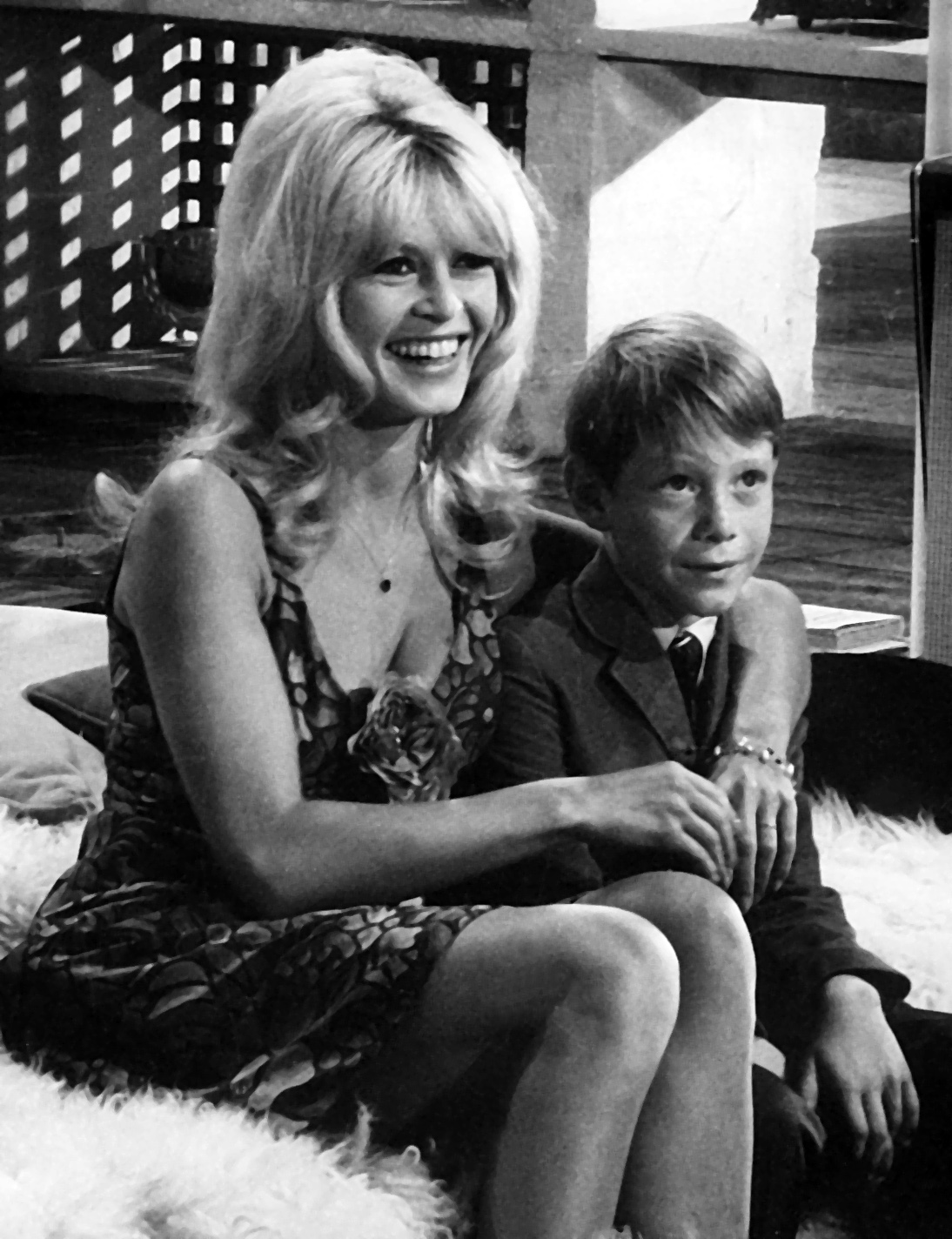
Billy Mumy e Brigitte Bardot, 1965.
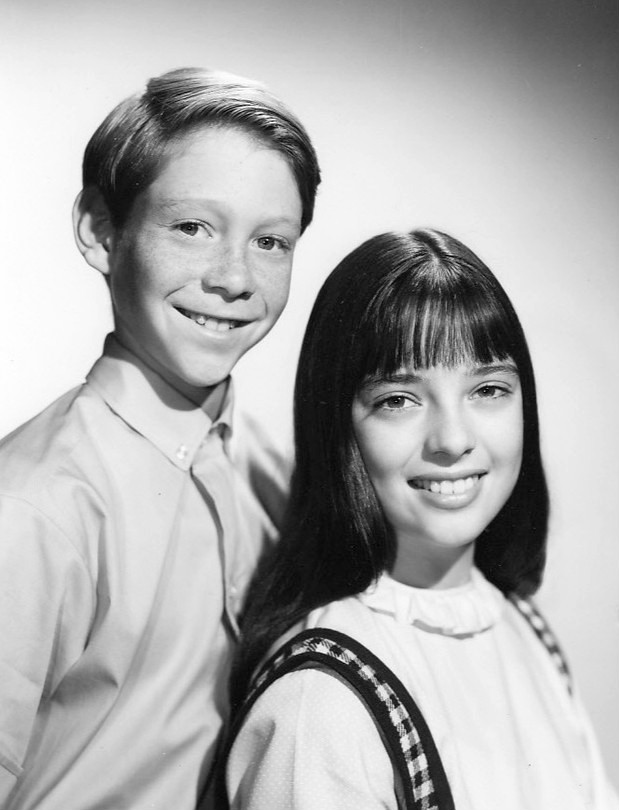
Com Angela Cartwright durante a produção da série Perdidos no Espaço, 1965-68.
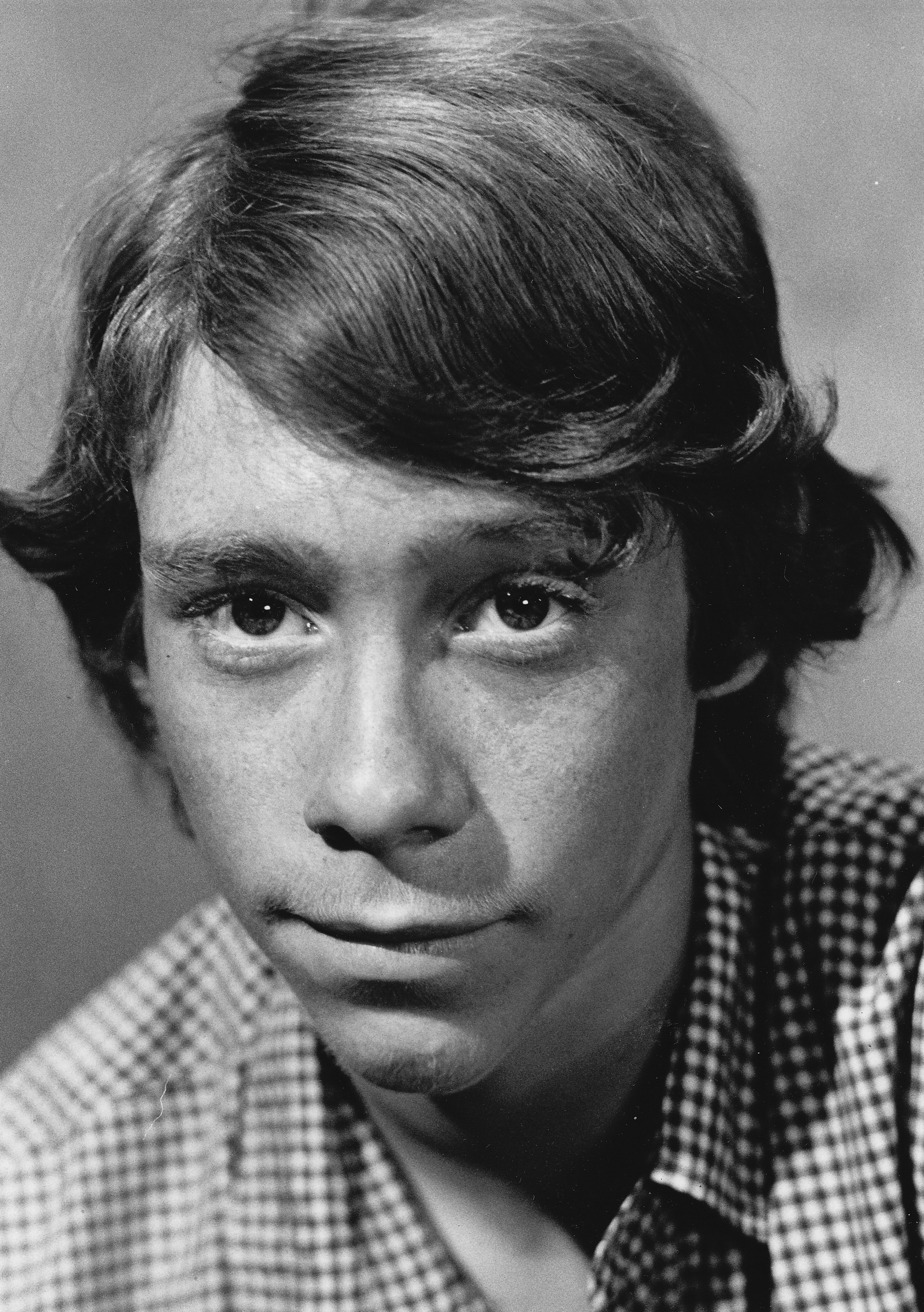
Mumy no final dos anos 1960.
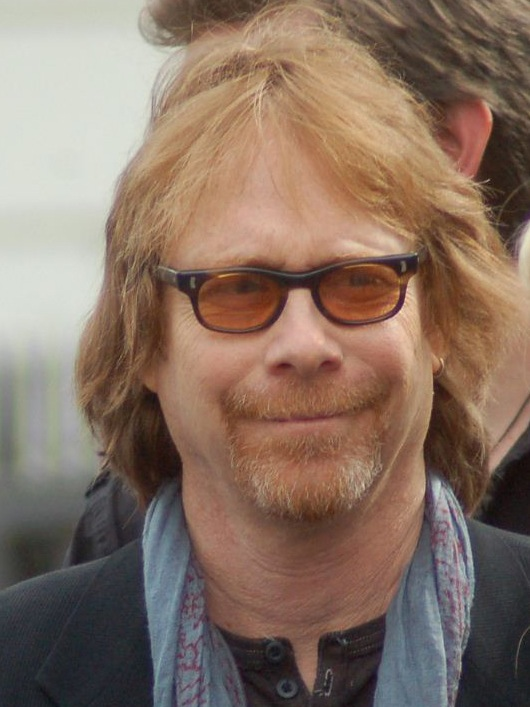
Bill Mumy recebendo uma estrela na Calçada da Fama de Hollywood, em 2012.